# 蘇珊寶殊的肖像
《蘇珊寶殊的肖像》（法語：Portrait de Suzanne Bloch）是畢加索於1904年藍色時期末期的作品。蘇珊·寶殊是以演唱瓦格納歌曲出名的歌手。

## 蘇珊寶殊
蘇珊寶殊是一位以演唱瓦格納歌曲出名的巴黎歌手，小提琴演奏手亨利·寶殊的姊妹。1904年，她由法國詩人馬克思·雅各布介紹給畢加索，這一年的晚春到初夏間，她在巴黎拉維尼昂街十三號當畢加索的模特。 在作這幅畫之前，畢加索曾畫了一幅鋼筆素描，其上還添了些水粉，這幅素描現藏於瑞士阿斯科納。

## 畫作
坎皮納斯州立大學的藝術史教授路易茲·馬奎斯（Luiz Marques）認為這幅畫是畢加索藍色時期的典範作品。 也曾被稱為藍色時期的最後一幅重要畫作， 但也有人認為“很難判定時期間的界限——無論什麼時候它都只是個漸變而不是巨變”。 丹尼斯（Denys Chevalier）也曾寫道“任何對藍色時期具體時間的定位都會導致錯誤發生”。
畫作以藍色到藍綠色的單色光渲染，零星有些暖色，充滿憂鬱氣氛。畫作中可能展現出了畢加索畫風轉型的一些徵兆。

## 保存
這幅油畫本身屬於蘇珊寶殊所有，她死後作為遺產被出售。慕尼黑的高塔畫廊在1916年左右將它賣給了曼海姆的薩利·福克（Sally Falk），不過此人的收藏品在1919年便四散各處。後來輾轉倫敦到達瑞士盧加諾成為私人收藏。1942年至46年間存在華盛頓特區的 美國國家藝廊。後來便通過巴西聯合銀行創始人沃爾特·莫雷拉·薩勒斯捐贈，由聖保羅藝術博物館獲得。

### 被盜
2007年12月20日，這幅畫被人從聖保羅藝術博物館偷走。當天上午五點，三名男子侵入博物館帶走了這幅畫和坎迪多·波尔蒂纳里《咖啡種植園工人》（O lavrador de café'）。整場行動只花費了三分鐘。據估計兩幅畫總價5500萬美元，其中《蘇珊寶殊的肖像》就值5000萬美元。
2008年1月8日，這幅被當做巴西國家遺產的繪畫 在費拉斯－迪瓦斯孔塞盧斯被聖保羅警察找到。此後便歸還了博物館，畫作本身未遭到任何損毀。

### 展覽
1913年《蘇珊寶殊的肖像》展出在柏林高塔畫廊，1939年展出在布宜諾斯艾利斯國家美術博物館，1940年展出在三藩市的狄杨博物馆，1941年展出在洛杉磯著名的“從賽尚到畢加索”（From Cézanne to Picasso）展覽上， 1949年展出在里約熱內盧的“新時代繪畫”（A Nova Pintura Francesa）展覽上，1992年展覽在巴塞羅那的畢加索博物館和伯爾尼的藝術博物館，1994年展覽在巴黎畢加索博物館。

## 外部連結
- Museum-security article about the theft
- Yahoo! News UK article about the theft
- Article about The Portrait of Suzanne Bloch in the website of MASP
- On-line Picasso project